# Cabañas de Virtus
Cabañas de Virtus es un núcleo de población español, perteneciente a Castilla y León, en la provincia de Burgos. Se encuentra en la comarca de Las Merindades, concretamente en el territorio del Valle de Valdebezana que se conoce como Villa de Virtus.

Se trata de un poblado orientado de manera lineal en torno al eje norte-sur que marca la carretera N-623: Concretamente está en el punto kilométrico 86. Es una zona que gana elevación en torno al este, en la zona boscosa en la que se encuentra el vértice geodésico de Peñaplato (955 m s.n.m.), y la pierde por el oeste, hacia el embalse del Ebro.

## Toponimia
El topónimo refleja fielmente el origen de este asentamiento: Las viviendas de tipo cabaña que tenía la gente de Virtus.

## Demografía
Al ser un núcleo de la localidad de Virtus, no cuenta con datos de población, y mucho menos con series anuales, pero se puede estimar con bastante certeza una cifra entre 10 y 20 habitantes.

## Naturaleza
Es un lugar propicio para robles y pinos, y en él se puede ver ciervos, zorros, liebres...

## Historia

### Edad Moderna
En este periodo se podría datar los primeros asentamientos, seguramente con mayores distancias entre ellos, constituiría un diseminado que iría del este al norte de Virtus.

### Edad Contemporánea
Se dibuja la carretera actual, pero la línea de tren no conservaría su trazado hasta el presente. La planificación del embalse del Ebro provocaría que se anegaran las vías, de modo que la nueva ruta no cruzaría el pueblo por el centro, sino por el sur. Se construyen las casas en torno a la carretera y el tren: Algunas cabañas se toman como punto de partida, y otras son abandonadas.

## Ferrocarril
El tren que pasa por el pueblo se trata del ferrocarril de la Robla, una vía férrea de las de mayor antigüedad del país construida para transportar carbón leonés a la industria siderúrgica vasca.

## Urbanismo
Cuenta con un mirador propio, menos accesible que el de Virtus, pero con una perspectiva diferente: Este está enfocado hacia el pantano y su entorno más inmediato: La sierra del Escudo y Campoo de Yuso por un lado, y Arija y Las Rozas de Valdearroyo por el otro.

## Fiestas locales
El segundo domingo de septiembre se celebra la festividad de la Natividad de Nuestra Señora.